# Internationale Cricket-Saison 2016
Die internationale Cricket-Saison 2016 fand zwischen Mai 2016 und September 2016 statt. Als Sommersaison wurden vorwiegend Heimspiele der Mannschaften aus Europa und Afrika ausgetragen, welche durch das ICC Future Tours Programm 2011–2020 vorgegeben sind. Die ausgetragenen Tests der internationalen Touren bilden die Grundlage für die ICC Test Championship. Die ODI bilden den Grundstock für die ICC ODI Championship und die Twenty20-Spiele für die ICC T20I Championship.

## Überblick

### Internationale Touren
| Beginn            | Heimteam    | Auswärtsteam | Resultate | Resultate | Resultate | Artikel |
| Beginn            | Heimteam    | Auswärtsteam | Test      | ODI       | Twenty20  | Artikel |
| ----------------- | ----------- | ------------ | --------- | --------- | --------- | ------- |
| 19. Mai 2016      | England     | Sri Lanka    | 2–0 [3]   | 3–0 [5]   | 1–0 [1]   | Artikel |
| 11. Juni 2016     | Simbabwe    | Indien       |           | 0–3 [3]   | 1–2 [3]   | Artikel |
| 16. Juni 2016     | Irland      | Sri Lanka    |           | 0–2 [2]   |           | Artikel |
| 4. Juli 2016      | Schottland  | Afghanistan  |           | 0–1 [2]   |           | Artikel |
| 10. Juli 2016     | Irland      | Afghanistan  |           | 2–2 [5]   |           | Artikel |
| 14. Juli 2016     | England     | Pakistan     | 2–2 [4]   | 4–1 [5]   | 0–1 [1]   | Artikel |
| 21. Juli 2016     | West Indies | Indien       | 0–2 [4]   |           | 0–1 [2]   | Artikel |
| 26. Juli 2016     | Sri Lanka   | Australien   | 3–0 [3]   | 1–4 [5]   | 0–2 [2]   | Artikel |
| 29. Juli 2016     | Simbabwe    | Neuseeland   | 0–2 [2]   |           |           | Artikel |
| 18. August 2016   | Irland      | Pakistan     |           | 0–1 [2]   |           | Artikel |
| 19. August 2016   | Südafrika   | Neuseeland   | 1–0 [2]   |           |           | Artikel |
| 5. September 2016 | Irland      | Hongkong     |           |           | 0–1 [2]   | Artikel |
| 8. September 2016 | Schottland  | Hongkong     |           | 1–0 [2]   |           | Artikel |

### Internationale Turniere
| Beginn       | Turnier                                     | Land        |
| ------------ | ------------------------------------------- | ----------- |
| 21. Mai 2016 | ICC World Cricket League Division Five 2016 | Jersey      |
| 3. Juni 2016 | West Indies Tri-Series 2016                 | West Indies |

### Fortlaufende Turniere
| Dauer     | Turnier                                       |
| --------- | --------------------------------------------- |
| 2015–2017 | ICC Intercontinental Cup 2015–2017            |
| 2015–2017 | ICC World Cricket League Championship 2015–17 |

### Internationale Touren (Frauen)
| Beginn             | Heimteam  | Auswärtsteam | Resultate | Resultate | Artikel |
| Beginn             | Heimteam  | Auswärtsteam | WODI      | WTwenty20 | Artikel |
| ------------------ | --------- | ------------ | --------- | --------- | ------- |
| 20. Juni 2016      | England   | Pakistan     | 3–0 [3]   | 3–0 [3]   | Artikel |
| 1. August 2016     | Irland    | Südafrika    | 1–3 [4]   | 1–1 [2]   | Artikel |
| 5. September 2016  | Irland    | Bangladesch  | 0–1 [3]   | 1–0 [2]   | Artikel |
| 18. September 2016 | Sri Lanka | Australien   | 0–4 [4]   | 0–1 [1]   | Artikel |

## Weltranglisten

### Beginn der Saison
Die Weltranglisten wurde am 4. Mai vom ICC wie folgt veröffentlicht:
|     | Test        | Test   | ODI         | ODI    | Twenty20           | Twenty20 |
| Pl. | Team        | Punkte | Team        | Punkte | Team               | Punkte   |
| --- | ----------- | ------ | ----------- | ------ | ------------------ | -------- |
| 1   | Australien  | 118    | Australien  | 124    | Neuseeland         | 132      |
| 2   | Indien      | 112    | Neuseeland  | 113    | Indien             | 132      |
| 3   | Pakistan    | 111    | Südafrika   | 112    | West Indies        | 122      |
| 4   | England     | 105    | Indien      | 109    | Südafrika          | 119      |
| 5   | Neuseeland  | 98     | Sri Lanka   | 104    | England            | 114      |
| 6   | Südafrika   | 92     | England     | 103    | Australien         | 110      |
| 7   | Sri Lanka   | 88     | Bangladesch | 98     | Pakistan           | 104      |
| 8   | West Indies | 65     | West Indies | 88     | Sri Lanka          | 98       |
| 9   | Bangladesch | 57     | Pakistan    | 87     | Afghanistan        | 78       |
| 10  |             |        | Afghanistan | 51     | Bangladesch        | 74       |
| 11  |             |        | Simbabwe    | 47     | Niederlande        | 67       |
| 12  |             |        | Irland      | 42     | Simbabwe           | 58       |
| 13  |             |        |             |        | Schottland         | 57       |
| 14  |             |        |             |        | Ver. Arab. Emirate | 54       |
| 15  |             |        |             |        | Irland             | 48       |
| 16  |             |        |             |        | Oman               | 37       |
| 17  |             |        |             |        | Hongkong           | 29       |

## Nationale Meisterschaften
Aufgeführt sind die nationalen Meisterschaften der Full Member des ICC.
| Land        | First-Class              | List A                        | Twenty20                      |
| ----------- | ------------------------ | ----------------------------- | ----------------------------- |
| England     | County Championship 2016 | Royal London One-Day Cup 2016 | Twenty20 Cup 2016             |
| Indien      |                          |                               | Indian Premier League 2016    |
| Pakistan    |                          | Pakistan Cup 2016             |                               |
| West Indies |                          |                               | Caribbean Premier League 2016 |